# Europejska Federacja Polonijnych Stowarzyszeń Naukowo-Technicznych
Europejska Federacja Polonijnych Stowarzyszeń Naukowo Technicznych (EFPSNT) – federacja polonijnych stowarzyszeń zajmujących się kwestiami nauki i techniki, prowadzących działalność w państwach europejskich. Federacja została założona w 2004 roku z siedzibą w Wiedniu. Do zasadniczych zadań Federacji należy stymulowanie współpracy między polonijnymi środowiskami naukowo-technicznymi, wspieranie integracji tych środowisk w Europie, reprezentowanie ich wspólnych interesów, popieranie współpracy polonijnych środowisk z analogicznymi środowiskami w Europie oraz propagowanie osiągnięć polskiej i polonijnej myśli naukowej, technicznej i gospodarczej. EFPSNT działa poprzez doroczne Walne Zebrania, organizację konferencji tematycznych oraz udział w konferencjach organizowanych przez inne organizacje polskie i polonijne.

## Lista stowarzyszeń członkowskich EFPSNT[3]
| Austria         | Stowarzyszenie Polskich Inżynierów i Techników w Austrii (VPI)                                                 |
| Francja         | Stowarzyszenie Inżynierów i Techników Polskich we Francji (SITPF)                                              |
| Niemcy          | Zrzeszenie Federalne Polskich Inżynierów i Techników w Niemczech (ZFPITN)                                      |
| Wielka Brytania | Stowarzyszenie Techników Polskich w Wielkiej Brytanii (STPwWB)                                                 |
| Litwa           | Stowarzyszenie Techników i Inżynierów Polskich na Litwie (STIPL) Stowarzyszenie Naukowców Polaków Litwy (SNPL) |

## Działalność
Bieżące informacje o działalności Federacji są podawane w kolejnych edycjach periodyku FlashInfo redagowanych przez Sekretarza Generalnego EFPSNT. Opisy ważniejszych wydarzeń znajdują się także w publikacjach zewnętrznych:
- J. Ptak, Europejska Federacja Polonijnych Stowarzyszeń Naukowo-Technicznych (EFPSNT) – współpraca polonijnych inżynierów w Europie, „Zeszyty Naukowo-Techniczne Stowarzyszenia Inżynierów i Techników Komunikacji w Krakowie. Seria: Materiały Konferencyjne”, Nr 4(111), 2016 [dostęp 2021-04-17] (pol.). Brak numerów stron w czasopiśmie
- Europejska Federacja Polonijnych Stowarzyszeń Naukowo-Technicznych (EFPSNT) - Abstrakt prezentacji na V Kongresie Polskich Towarzystw Naukowych w Świecie, Kraków, 17-21.10.2017
- Polscy inżynierowie dla Europy - IV międzynarodowa konferencja w Wilnie. Artykuł w portalu Wilnoteka o konferencji „Wkład inżynierów polskich w rozwój technologii i innowacyjności polepszający stan gospodarczy krajów Europy”, Dom Kultury Polskiej w Wilnie, 11.10.2014 r.
- Polonijni naukowcy i inżynierowie obradowali w Wilnie. Artykuł w portalu dziennika Kurier Wileński o konferencji „Wkład inżynierów polskich w rozwój technologii i innowacyjności polepszający stan gospodarczy krajów Europy”, Dom Kultury Polskiej w Wilnie, 11.10.2014 r.
- EFPSNT Aktualizacja: 18/11/2016 Kalendarium EFPSNT Francja SITPF. Niemcy ZFPITN. Stowarzyszenie Austria VPI. 10
- Polskie „Staszice” wręczone, Portal Innowacji, 30.11.2011